# Lijst van voetbalinterlands Bangladesh - Taiwan (vrouwen)
Deze lijst van voetbalinterlands is een overzicht van alle officiële voetbalinterlands tussen de nationale vrouwenteams van Bangladesh en Taiwan. De landen hebben tot nu toe twee keer tegen elkaar gespeeld.

## Wedstrijden
| № | Plaats | Datum       | Competitie        | Wedstrijd                   | Uitslag |
| - | ------ | ----------- | ----------------- | --------------------------- | ------- |
| 1 | Dhaka  | 31 mei 2024 | Vriendschappelijk | Bangladesh − Chinees Taipei | 0 − 4   |
| 2 | Dhaka  | 3 juni 2024 | Vriendschappelijk | Bangladesh − Chinees Taipei | 0 − 1   |

## Samenvatting
| Competitie        | Totaal gespeeld | Winst Bangladesh | Gelijk | Winst Chinees Taipei | Doelsaldo Bangladesh – Chinees Taipei |
| ----------------- | --------------- | ---------------- | ------ | -------------------- | ------------------------------------- |
| Vriendschappelijk | 2               | 0                | 0      | 2                    | 0 − 5                                 |
| Totaal            | 2               | 0                | 0      | 2                    | 0 − 5                                 |